# Vorderheubach

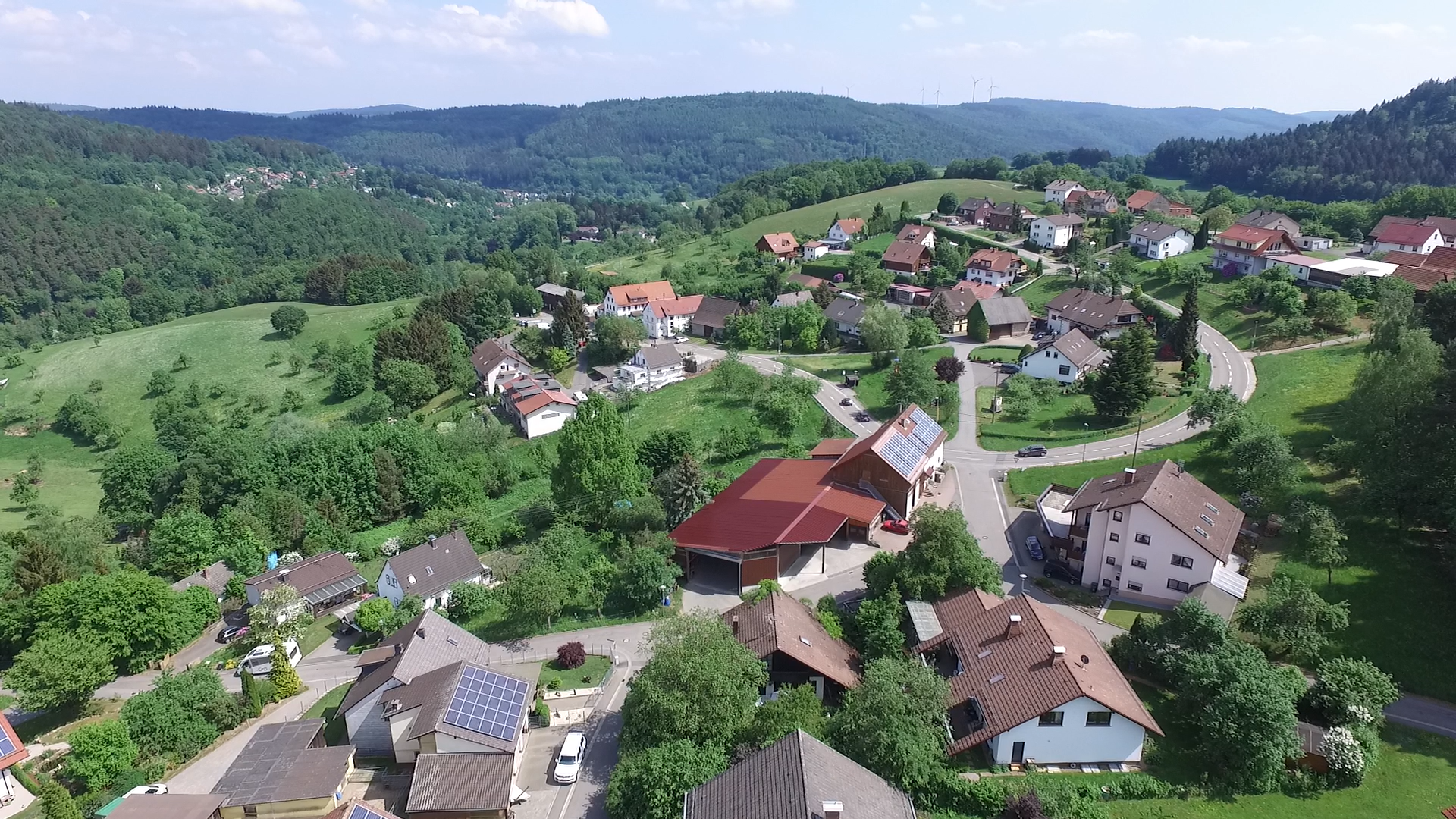
Vorderheubach mit Blick auf Schafhof und Heiligkreuzsteinach

Vorderheubach (früher auch: Heidebach , Vorder-Heubach oder Heubacher Hof) ist ein Ortsteil der Gemeinde Heiligkreuzsteinach im Odenwald. Der Ort bildet mit Lampenhain, Bärsbach, Hilsenhain und dem kleinen Gehöft Hinterheubach die Gemarkung Lampenhain. Er gehörte bis zum 31. Dezember 1974 zur Gemeinde Lampenhain, die dann mit Heiligkreuzsteinach vereinigt wurde. Hier leben rund 300 Einwohner.

## Geographie
Vorderheubach liegt etwa anderthalb Kilometer  westnordwestlich der Ortsmitte von Heiligkreuzsteinach in einer Höhe von etwa 350 bis 400 m ü. NN auf dem Nordabhang eines Bergausläufers zwischen den Tälern des Vorderheubachs im Süden, der unmittelbar der Steinach zufließt, und des Leutersbachs, der die Steinach weiter oben über den Lenzenbach erreicht.  Durch den Ort erklimmt die Kreisstrasse K 4120 von Heiligkreuzsteinach kommend in einer doppelten Schlinge den tälertrennenden Bergrücken und läuft dann auf diesem west- und aufwärts weiter in Richtung Kohlhof.

## Geschichte
Vorderheubach wurde erstmals 1316 als Heydebach erwähnt. Der Ort entstand höchstwahrscheinlich aufgrund der Verlegung der Burg Waldeck vom heutigen Lampenhain nach Vorderheubach. Die Strahlenberger besaßen ihre Rodungen im Ladenburger Gemeindegut. Als die Burg Waldeck im 13. Jh. erbaut wurde, hatte man die Burg auf der Burgschell aufgegeben. 1316 verpfändete aber Rennewart von Strahlenburg, die Burg mit den dazugehörigen Orten an den Bischof von Worms. 1357 verkaufte Siegfried von Strahlenberg schließlich die Burg Waldeck, jedoch ohne Vorderheubach und Hohenöd, an den Pfalzgrafen Ruprecht I. Die beiden Orte müssen zwischenzeitlich abgetrennt worden sein, wie und wann lässt sich nicht mehr nachvollziehen. Später wurden sie wieder zurückgekauft. Die Pfalzgrafen veräußerten Waldeck 1388 an die Familie des Ritters Kreis von Lindenfels, erwarben es aber 1537 unter Kurfürst Ludwig V. endgültig.
Im Jahre 1478 bestand Vorderheubach aus zwei Höfen, die sich allerdings schon drei Besitzer teilten. Die Anzahl der Höfe blieb bis ins 17. Jahrhundert konstant. Die Kriege in diesem Jahrhundert hatten eine rückläufige Entwicklung der kleineren Orte im Odenwald zur Folge. Im Herbst 1621 eroberten Tillys Truppen die Burg Waldeck. Wahrscheinlich wurde sie damals zerstört. 1720 war Vorderheubach wieder mit zwei Bauern auf den ehemaligen Stand angelangt, doch befand sich auch in Besitz von Forensen. Die zwei Besitzer hatten Eigentum von ca. 18 und 21 Hektar Land. 1818 hatte der Ort drei Bauern. Besonders in Vorderheubach und Lampenhain hat sich die Zahl der Häuser während des 19. Jh. weiter vermehrt. Damit ging in Vorderheubach eine restlose Parzellierung der Güter parallel. Das bedeutet, dass die Ländereien, die zuvor größere zusammenhängende Flächen bildeten, in kleinere Parzellen aufgeteilt wurden. Vermutlich wurden diese Parzellen dann an verschiedene Personen oder Familien verkauft oder verpachtet, die darauf ihre eigenen Häuser oder landwirtschaftlichen Betriebe errichteten. Aus dem parzellierten Wald in Vorderheubach wurden immer wieder Stücke an die Pflege Schönau verkauft.
Jeder Teilort der ehemaligen Gemeinde Lampenhain hatte seine eigene Gemarkung. Sie umfasste die Grundstücke und den zunächst gemeinsamen Wald. Lampenhain bildete schon im 18. Jahrhundert zusammen mit Bärsbach, Vorderheubach und Hohenöd eine gewisse Einheit, die sogenannte Obergemeinde. Die ganze Obergemeinde einschließlich Kohlhof und Röschbacherhof, welche heute zu Altenbach gehören, waren Teil der Großgemeinde Heiligkreuzsteinach. 1840 wurde die Obergemeinde schließlich, zu der seit 1828 nun auch Hilsenhain gehörte, als eigene Gemeinde mit eigener Gemarkung von Heiligkreuzsteinach getrennt und erhielt den Namen Lampenhain. 1935 wurden die getrennten Vermögen der Teilorte nach heftigem Widerstreben zu einem einigen Gemeindevermögen vereinigt und alle Teilgemarkungen innerhalb der Gesamtgemarkung wurden aufgelöst. Ab dem 1. Januar 1975 vereinte sich Lampenhain mit Heiligkreuzsteinach. Seit diesem Tag gehört Vorderheubach zur Gemeinde Heiligkreuzsteinach.
Auf der Gemarkung von Vorderheubach war die Haumühle, die zum Schloss Waldeck gehörte. Ihre Bannrechte waren jedoch stets umstritten. Die Wassermühle ist seit ca. 1890 außer Betrieb. Eine Handwerksstatistik von 1811 verzeichnete damals vier selbstständige Leineweber, einen Müller, drei Schmiede und zwei Schuster.
Vorderheubach gehörte trotz der Trennung von Heiligkreuzsteinach und Lampenhain schulisch immer zu Heiligkreuzsteinach, obwohl Lampenhain eine eigene Schule besaß. Der Ort verzeichnete drei Gaststätten, wo heute nur noch der Landgasthof Burg Waldeck an der Stelle der früheren Burg geöffnet hat. Dieser und die Gaststätte Almenstein, deren Namen wahrscheinlich auf einen Almend-Stein zurückgeht, was ein früherer Name in dieser Region für einen Grenzstein war, welcher wohl auf der Stelle des heutigen Gasthauses lag, sind die wohl ältesten Gaststätten im Ort gewesen.

### Einwohnerentwicklung
Wie in der ganzen Kellerei Waldeck waren die Bewohner Vorderheubachs Leibeigene des Burgherren. Neben diesen lebten auch viele des Hauses Lindenfels in der Gemeinde. Nach einem langsamen Wachstum im 18. und in der ersten Hälfte des 19. Jahrhunderts trat von 1870 an ein leichter abwanderungsbedingter Rückgang ein, der nur kurz zwischen 1880 und 1900 unterbrochen wurde. Erst der Flüchtlingszustrom hat von 1946 an die Bevölkerungszahlen wieder wachsen lassen. In den folgenden Jahren setzte aber durch die schlechte Verkehrslage ein Rückgang ein, der aber seither durch die Motorisierung und den Bau von neuen Häusern wieder ausgeglichen wurde.

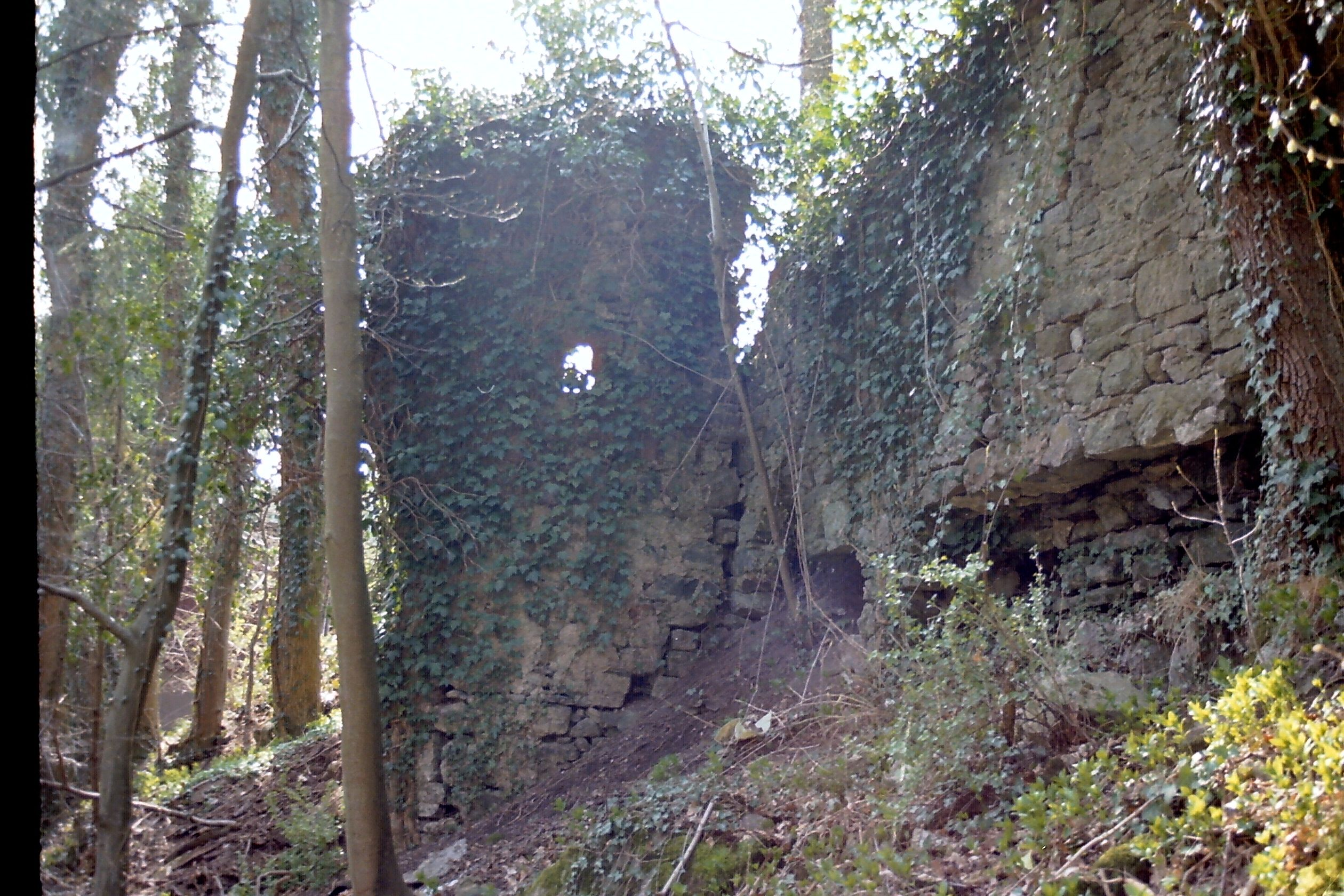
Halbschalenturm von Außen unterhalb der Burgmauerreste der Burg Waldeck (bis 2021)

| Jahr          | 1818 | 1852 | 1875 | 1905 | 1950 | 1961 | 1993 | 2014 | 2022 |
| ------------- | ---- | ---- | ---- | ---- | ---- | ---- | ---- | ---- | ---- |
| Vorderheubach | 44   | 47   | 68   | 55   | 101  | 74   | 182  | 201  | 187  |
| Schafhof      | -    | 28   | 32   | 33   | 29   | 35   | 12   | -    | 21   |
| Haumühle      | -    | 8    | 4    | -    | 18   | 5    | -    | 2    | -    |

## Sehenswürdigkeiten
Östlich-unterhalb von Vorderheubach liegt auf dem vorderen Mündungssporn des Vorderheubachs die Ruine der mittelalterlichen Burg Waldeck. Sie wurde in der zweiten Hälfte des 13. Jahrhunderts von den Strahlenbergern erbaut, um ihre Herrschaft über einige Dörfer im Odenwald zu festigen. 1357 verkauften sie die Herrschaft Waldeck mit Burg und dazugehörigen Dörfern an die Pfalzgrafen.  Das Gebiet ist seitdem unter der Bezeichnung „Kellerei Waldeck“ bekannt. 2021 stürzten die letzten Burgmauer- & Turmreste in sich zusammen.